# The Art in Heaven Concert
The Art in Heaven Concert je videozáznam z koncertu britského multiinstrumentalisty Mika Oldfielda. Video bylo vydáno na VHS v roce 2000, na DVD o rok později.
Představení The Art in Heaven Concert se konalo na Silvestra 1999, v očekávání příchodu nového milénia, v Berlíně u Vítězného sloupu (Siegessäule). První půlka přibližně hodinového koncertu byla určena pro „klasické“ Oldfieldovy skladby a písničky („Moonlight Shadow“ nebo úvod Tubular Bells), ve druhé části pak zazněla většina skladeb z alba The Millennium Bell se sborem a orchestrem. Po půlnoci (tedy již 1. ledna 2000) následovala ještě přibližně 13minutová skladba „Art in Heaven – Berlin 2000“, která začíná skladbou „In the Beginning“ (z Oldfieldova alba The Songs of Distant Earth) a končí Ódou na radost od Beethovena. Zbylou část tohoto kusu použil Oldfield na albu Tr3s Lunas ve skladbě „Thou Art in Heaven“.

## Seznam skladeb
1. „Tubular Bells (Extract from Part 1)“ (Oldfield)
2. „Portsmouth“ (tradicionál, úprava Oldfield)
3. „Moonlight Shadow“ (Oldfield)
4. „Secrets“ (Oldfield)
5. „Shadow on the Wall“ (Oldfield)
6. „Sunlight Shining Through Cloud“ (Oldfield/Oldfield, Newton)
7. „The Doge's Palace“ (Oldfield)
8. „Mastermind“ (Oldfield)
9. „Broad Sunlit Uplands“ (Oldfield)
10. „Liberation“ (Oldfield/Oldfield, Franková)
11. „Amber Light“ (Oldfield)
12. „The Millennium Bell“ (Oldfield)
13. „Art in Heaven – Berlin 2000“ (Oldfield)

## Obsazení
- Mike Oldfield – kytary
- Robin Smith – dirigent
- Adrian Thomas, Claire Nicolson – klávesy, kytary
- Carrie Melbourne – baskytara, Chapman Stick
- Fergus Gerrand – bicí, perkuse
- Jody Linscott – perkuse
- Pepsi DeMacque, Miriam Stockley, Nicola Emmanuelle, David Serame – zpěv a vokály
- Symphony Orchestra State Academic Capella, Petrohrad
- The Glinka State Choir, Petrohrad